# Liroetiella antennata
Liroetiella antennata là một loài bọ cánh cứng trong họ Chrysomelidae. Loài này được Mohamedsaid & Kimoto miêu tả khoa học năm 1993.